# Otočić Barbarinac
Otočić Barbarinac är en ö i Kroatien. Den är belägen i länet Dalmatien, i den södra delen av landet, 260 km söder om huvudstaden Zagreb.
Klimatet i området är tempererat. Årsmedeltemperaturen i trakten är 16 °C. Den varmaste månaden är juli, då medeltemperaturen är 26 °C, och den kallaste är februari, med 8 °C. Genomsnittlig årsnederbörd är 1 526 millimeter. Den regnigaste månaden är december, med i genomsnitt 201 mm nederbörd, och den torraste är augusti, med 32 mm nederbörd.